# NGC 7775
NGC 7775 (другие обозначения — PGC 72696, UGC 12821, MCG 5-56-16, ZWG 498.24, IRAS23498+2829) — спиральная галактика с перемычкой (SBc) в созвездии Пегас.
Этот объект входит в число перечисленных в оригинальной редакции «Нового общего каталога».